# Denis Naughten
Denis Naughten, né le 23 juin 1973, est un homme politique irlandais. Il est ministre des Communications, de l'Action pour le Climat et de l'Environnement entre le 6 mai 2016 et 11 octobre 2018.